# (535030) 2014 WJ510
(535030) 2014 WJ510 est un objet transneptunien de la famille des objets épars, ayant un diamètre estimé à environ 200 km.